# 메이시 크러서드
메이시 크러서드(Macey Cruthird, 1992년 11월 12일 ~ )는 미국의 배우, 텔레비전 배우, 영화배우이다.
베이타운에서 태어났다.

## 영화
- 더 아큐펀츠 (2014년) - 러스 역